# Аридор, Йорам
Йорам Аридор (ивр. יורם ארידור‎, имя при рождении Йорам Либерман; род. 24 октября 1933 года, Тель-Авив, Британская Палестина) — израильский политик, министр, депутат Кнессета, посол Израиля в ООН.

## Биография
Йорам Либерман родился в 1933 году в Тель-Авиве. Окончил среднюю школу Алеф. Получил первую степень по экономике и международным отношениям и вторую по юриспруденции в Еврейском университете.
В 1961 году стал членом партии «Херут». В 1967 году был защитником на суде члена партии «ГАХАЛ», совершившего покушение на Меира Вильнера. В качестве представителя партии «Херут» входил в руководство Профсоюзов.
В 1969 году впервые избран депутатом Кнессета. После перехода власти к правым в 1977 году занял пост заместителя министра в министерстве премьер-министра Менахема Бегина.
В начале 1981 года, незадолго до выборов Десятого созыва Кнессета, был назначен на пост министра связи. Отменил обязательную блокировку сигналов кодирования цвета в передачах Израильского телерадиовещания. Предыдущие правительства делали всё возможное, чтобы не допустить переход на цветное телевещание, в связи с тем, что все цветные телевизоры были зарубежного производства и их использование увеличивало импорт товаров. Это сразу же привело к росту популярности Аридора и ускорило его политическую карьеру.
Через две недели после назначения на пост министра связи был назначен также и на пост министра финансов, сменив на этой должности Игаля Горовица, который не получил поддержки премьер-министра в своих действиях по обузданию инфляции. Аридор, несмотря на огромную инфляцию и опустение государственной казны, начал на новом посту проводить «предвыборную экономическую программу», снизив налоги на многие товары, в том числе на импортные автомобили (что привело через несколько лет к закрытию единственного израильского автомобилестроительного завода в Нацрат-Иллите) и цветные телевизоры. Считается, что популистские действия Аридора стали одной из причин победы блока «Ликуд» на выборах.
На короткое время экономическая политика Аридора позволила немного снизить скорость гиперинфляции (с 133 % в 1980 до 102 % в 1981). Это произошло из-за увеличения потребительского спроса, но увеличение импорта привело к значительному сокращению валютных запасов страны. Отсутствие валютных запасов привело вскоре израильскую экономику к предбанкротному состоянию. Инфляция увеличилась до 132 % в 1982 и 191 % в 1983 годах. Такое состояние экономики привело к октябрю 1983 к банковскому кризису и прекращению операций на Тель-Авивской фондовой бирже с 6 октября 1983 года (работа биржи была возобновлена уже после отставки Аридора, с 24 октября).
Из-за галопирующей инфляции Аридор принял программу «долларизации» экономики и привязал курс шекеля к американскому доллару. Это его решение не было поддержано и вызвало скандал сразу же после публикации 13 октября 1983 года статьи в газете «Едиот Ахронот». 15 октября Аридор был отправлен в отставку с поста министра финансов и его сменил Игаль Коэн-Оргад.
В 1990—1992 годах Аридор был послом Израиля в ООН. В августе 2002 года министр связи Реувен Ривлин назначил Аридора в совет директоров компании «Безек». В 2004 году был главой комиссии по помощи государства общественным организациям.
Женат. Жена, Авива, — учитель экономических дисциплин в средней школе города Йехуд.